# Kein Weg zu weit
Kein Weg zu weit – czterdziesty trzeci album niemieckiej grupy muzycznej Die Flippers. Album wydany w roku 2007. 

## Lista utworów
1. Kein Weg zu weit – 3:08
2. Wenn ich Dich nicht haben kann  – 2:55
3. Fünf Sterne für die Liebe – 3:10
4. Auch wenn ich Millionär wär – 3:28
5. Du bist wie Sonnenschein – 3:22
6. Frauen über 40 – 2:52
7. Wirklich gegangen bist Du nicht – 3:29
8. Wenn Dein Herz Sirtaki tanzt – 3:26
9. Barcelona bei Nacht – 3:32
10. Playa playa Paradiso – 3:02
11. E como mai – 3:39
12. Das A B C der Zärtlichkeit – 3:10
13. Du hast mich verrückt gemacht – 3:23
14. Heute weint die Sonne – 3:22